# شبهان
الشُّبُهان أو الصَّامور (الاسم العلمي: Paliurus)، جنس أشجار وجنبات شائكة من فصيلة السدرية. أنواعه ثمانية. موطنها المناطق الدافئة والجافة في أوراسيا وشمال إفريقيا من المغرب وإسبانيا من الشرق إلى اليابان وتايوان.

## الوصف
تعلو من ثلاث أمتار إلى 15 م. أفنادها كثيفة متراكبة. أوراقها متعاقبة، معنقة، بيضية النصل. إزهرارها عثكولي التجميع، إبطي الارتكاز. أزهارها صغيرة القد صفراء اللون. ثمارها قبعية الشكل، مرتفعة الأطراف المجنحة.